# Каранский сельсовет
Каранский сельсовет — муниципальное образование в Буздякском районе Башкортостана.

## История
Согласно «Закону о границах, статусе и административных центрах муниципальных образований в Республике Башкортостан» имеет статус сельского поселения.

## Население
| 2002  | 2009  | 2010  | 2012  | 2013  | 2014  | 2015  |
| ----- | ----- | ----- | ----- | ----- | ----- | ----- |
| 2219  | ↘2124 | ↗2125 | ↘2019 | ↘1955 | ↘1840 | ↘1765 |
| 2016  | 2017  |       |       |       |       |       |
| ↘1724 | ↘1706 |       |       |       |       |       |

## Состав сельского поселения
| №  | Населённый пункт | Тип населённого пункта       | Население |
| -- | ---------------- | ---------------------------- | --------- |
| 1  | Каран            | село, административный центр | ↘358      |
| 2  | Амирово          | село                         | ↗482      |
| 3  | Ураново          | деревня                      | ↗419      |
| 4  | Староактау       | село                         | ↗303      |
| 5  | Сабанаево        | село                         | ↘188      |
| 6  | Новоактау        | село                         | ↘141      |
| 7  | Байраш           | деревня                      | ↗106      |
| 8  | Ишменево         | деревня                      | ↘53       |
| 9  | Урал             | деревня                      | ↗47       |
| 10 | Юрактау          | деревня                      | ↗28       |

В 1980 году из сельсовета была исключена выселенная деревня Киязитамак.